# Шер-Нияз, Садык
Садык Шер-Нияз (кирг. Садык Шер-Нияз) — киргизский общественный и государственный деятель, кинорежиссёр, продюсер. Министр культуры и информации Кыргызстана (с июля по декабрь 2010 года). Заслуженный деятель культуры Кыргызской Республики (2011).
Основатель общественного фонда «Айтыш», литературного клуба «Калемгер», киностудии «Айтыш Фильм», международного кинофестиваля «Кыргызстан — страна короткометражных фильмов», всемирного кинофестиваля азиатского кино в Лос-Анджелесе. Один из основателей кинопремии «Ак Илбирс». Председатель Союза кинематографистов Кыргызстана (2011—2015).

## Биография
Садык Шер-Нияз родился 10 марта 1969 года, в селе Чон-Капка Таласской области Киргизской ССР. По национальности киргиз. Женат, отец троих детей.

### Образование
- 2007—2009 гг. — Высшие курсы сценаристов и режиссёров (мастерская Владимира Хотиненко, Павла Финна, Владимира Фенченко)
- 1994—2000 гг. — Киргизский национальный университет имени Жусупа Баласагына (КГНУ), юридический факультет, специальность: юрист-правовед
- 1983—1987 гг. — Фрунзенский машиностроительный техникум, специальность: техник-технолог

### Трудовая деятельность
- 1996—1998 — ЧП «АЧЕКЕЙ», директор
- 1994—1996 — ПКФ «ШЕР», юрист-консультант

### Политическая деятельность
- 2021 — Посол Кыргызстана во Франции и постоянный представитель Кыргызской Республики при Организации ООН по вопросам образования, науки и культуры (ЮНЕСКО)[3]
- 2015—2020 — Депутат ЖК КР VI созыва от фракции «Ата Мекен»
- 2015 — Председатель комитета ЖК КР по социальным вопросам, образованию, науке, культуре и здравоохранению
- 2012—2013 — Сопредседатель политической партии «Замандаш-Современник»[4]
- 2010 — Министр культуры и информации КР
- 2010 — Член Консультативного Совета при председателе Временного правительства Кыргызстана
- 2010 — Член Консультативного Совета при Президенте КР
- 2006 — Член Конституционного Совещания
- 2005 — Член Государственной комиссии по стабилизации общественно-политической ситуации в КР
- 2004—2007 — Избран Жогорку Кенешом Заместителем Омбудсмена (Акыйкатчы) Кыргызской Республики (подал в отставку по собственному желанию)
- 1998—2004 — Помощник депутата Законодательного собрания Жогорку Кенеша Кыргызской Республики.

#### Общественная деятельность
- 2011—2015 — Председатель Союза кинематографистов Кыргызстана
- Основатель:
  - 2015 — Всемирного кинофестиваля Азиатского кино в Лос-Анджелесе (США)[2]
  - 2011 — МКФ «Кыргызстан — страна короткометражных фильмов»
  - 2006 — Киностудии «Айтыш Фильм»
  - 2004 — Литературного клуба «Калемгер»
  - 2001 — Общественного фонда «Айтыш»
- Член:
  - Редколлегии газеты «Кыргызстан маданияты»
  - Национального союза писателей Кыргызстана
  - Ассамблеи культурных деятелей Кыргызской Республики.

#### Творческая деятельность
Продюсер фильмов киргизского и совместного с другими странами производства.
Соавтор книги «Актаңдайлар».
Режиссёр фильмов:
- 2014 — «Курманжан Датка»[5]
- 2007 — «Первый кадр» 60 мин;
- 2008 — «Пусть не погаснет звезда Чынгыза» 10 мин;
- 2009 — «Аян» 10 мин;
- 2009 — «Форс Мажор» 6 мин.

Автор сценария фильмов:
- 2017 — «Песнь древа» (соавтор А.Дайырбеков);
- 2007 — «Парз» Архивная копия от 27 сентября 2018 на Wayback Machine 23 мин. (соавтор Т. Бирназаров);
- 2007 — «Первый кадр» 60 мин. (соавтор М. Алыкулов);
- 2007 — «Цветок» 4 мин;
- 2009 — «Аян» 10 мин;

и другие.

## Награды и звания
- Орден «Манас» I степени (2023)[6].
- Орден Достык II степени (2021, Казахстан).
- Медаль «Данк» (2016).
- Заслуженный деятель культуры Кыргызской Республики (2011).
- Государственная премия имени Токтогула Сатылганова (2018).
- Почётный знак «За заслуги в развитии культуры и искусства» (27 ноября 2014 года, Межпарламентская ассамблея СНГ) — за значительный вклад в формирование и развитие общего культурного пространства государств — участников Содружества Независимых Государств, реализацию идей сотрудничества в сфере культуры и искусства[7].
- Памятный знак «МПА СНГ. 25 лет» (13 октября 2017 года, Межпарламентская ассамблея СНГ) — за содействие в деятельности Межпарламентской Ассамблеи и её органов[8].